# Blizbor (imię)
Blizbor, Blizborz – staropolskie imię męskie. Składa się z członu Bliz- („blisko”) i -bor („walka”, „walczyć, zmagać się”). Druga z wymienionych pisowni prawdopodobnie jest zapisem imienia zdrobniałego, uformowanego przy użyciu przyrostka -jь, pod wpływem którego wygłosowe -r przeszło w -rz. Imię to mogło oznaczać „walczącego w pobliżu” lub „walczącego w zwarciu”. W źródłach polskich wystąpiło w XII wieku.
Blizbor imieniny obchodzi 28 stycznia oraz 12 marca.